# ダビド・コスタス
ダビド・コスタス・コルダル（David Costas Cordal  ,  1995年3月26日 - ）は、スペイン・ガリシア州ポンテベドラ県ビーゴ出身のプロサッカー選手。レアル・オビエドに所属している。ポジションはDF。

## 来歴
カンテラ時代から地元のセルタ・デ・ビーゴで過ごし、2013年にトップチームに昇格。8月25日のレアル・ベティス戦でプロデビュー。2013-14シーズンはラ・リーガで17試合に出場。しかし、以降は伸び悩み、RCDマヨルカやレアル・オビエドなどの下部リーグのチームへのローン移籍を経験した。
2017年8月31日、FCバルセロナBへのローン移籍が発表。トップチームの試合のメンバーにも招集され、11月30日のコパ・デル・レイのレアル・ムルシア戦で、後半途中に負傷したジェラール・ピケとの交代で、トップチーム初出場。ラ・リーガの試合にも何試合かベンチ入りメンバーに招集されたものの、リーガ出場には至らず、2017-18シーズン終了後にローン契約終了に伴いセルタに復帰した。
2021年7月12日、レアル・オビエドに3年契約で復帰した。

## 代表経歴
2013年から2年間、ユース世代のスペイン代表に招集された。